# Lleida
Lleida  (spanyolul: Lérida, aragónul: Leida) város Nyugat-Katalóniában, a hasonló nevű megye székhelye a Segre folyó partján. Lleida járás közvetlenül Aragónia mellett fekszik, a Zaragoza felé vezető A2-es úton tőle 20 kilométerre Fraga már Aragóniában van.
A város a Katalán központi mélyföldön fekszik. Anyavárosi területe mintegy 250 000 lakosú. Segrià katalán tartomány székhelye és legnagyobb városa. Raimat és Sucs elővárosokkal együtt 137 387 lakosa volt 2010-ben.
Lleida Katalónia egyik legősibb városa, a bronzkor óta lakott. A rómaiak érkezéséig az ilergéták ibér népcsoport lakta. Augustus császár Ilerda nevet adott a városnak.

## Nyelvek
Hagyományosan a  katalán nyelv lleidatà dialektusát beszélik, de sokan beszélnek spanyolul is.

## Történelem

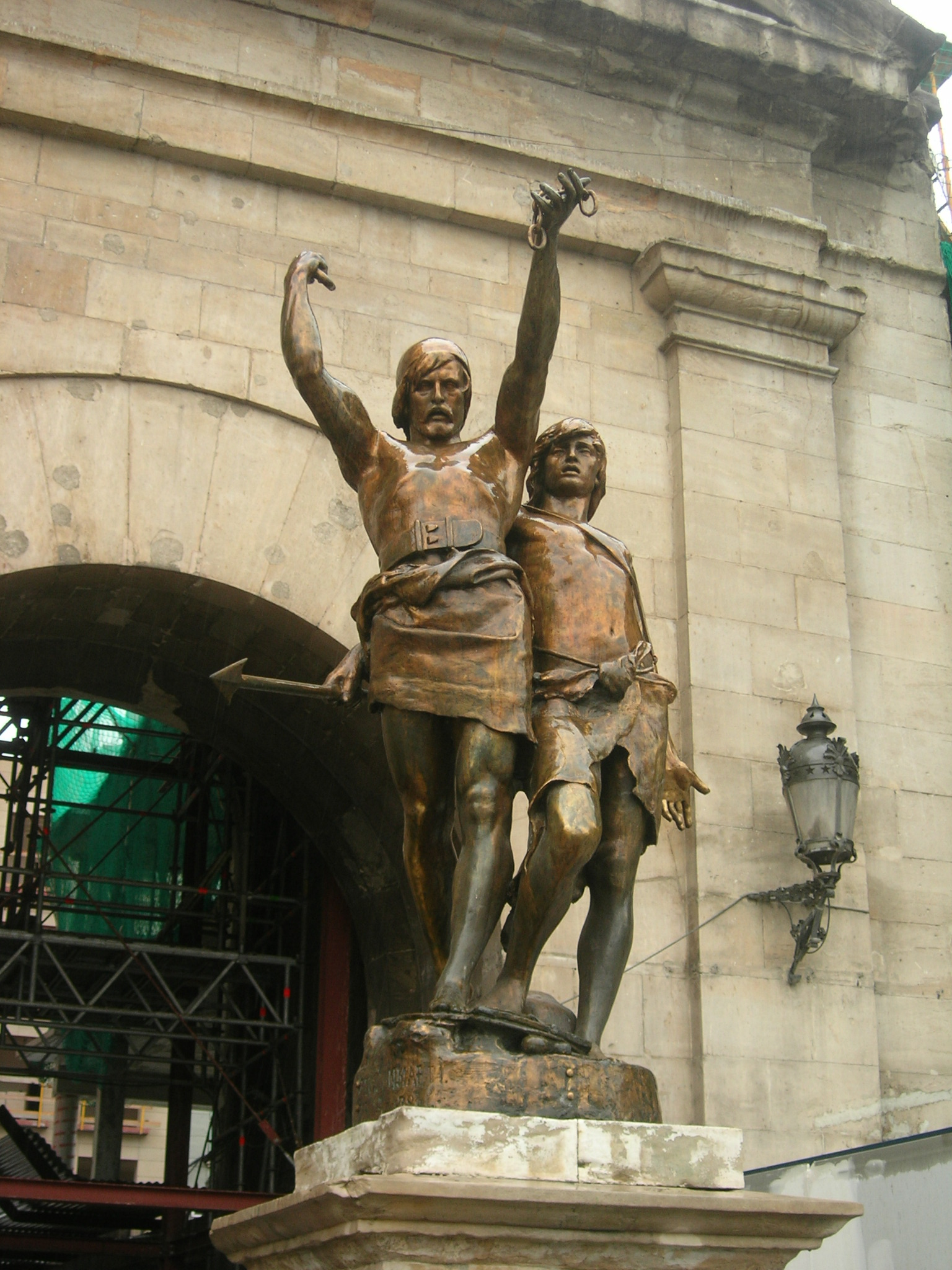
Indíbil, az ilergéták és Mandoni, az auszetanék királya

### Ókor
A rómaiak előtt Iltrida és Ilerda néven hívott város volt az ilergéták ibér törzs fővárosa. Indibil és Mandoni, az ilergéták és auszutenék királya többször megvédték a várost a karthágói és római betörés ellen.
A rómaiak alatt a félsziget nagy részéhez hasonlóan Hispania Tarraconensis provincia része volt, a Tarraco és Caesaraugusta közti útvonalon akkor is a legfontosabb állomás volt.
I. e. 49-ben Caesar polgárháborújában a Caesar és a pompeji legátus közti fontos összecsapás színhelye volt, melyről Caesar a „propter ipsius loci opportunitatem” és Ilerdam videas szavakkal emlékezik.

### Középkor
942-ben a kalandozó magyarok sikertelenül ostromolták a várost.
A 8. és 12. század közt a mórok uralták, 1149-ben került ismét európai kézre. 1297-ben a félszigeten a harmadik modern egyetemként alapult a Lleidai Egyetem.

### Modern kor
Az ezredforduló óta Lleida többek között jelentős számú andalúz bevándorlónak köszönhetően szépen növekszik a lakossága. 2007-ben Lleida volt az Év Katalán Kulturális Fővárosa.

## Távközlés és közlekedés

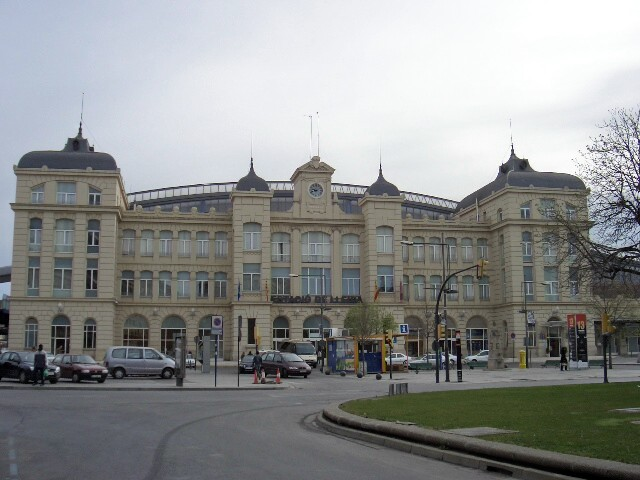
Lleida-Pirineus Vasútállomás

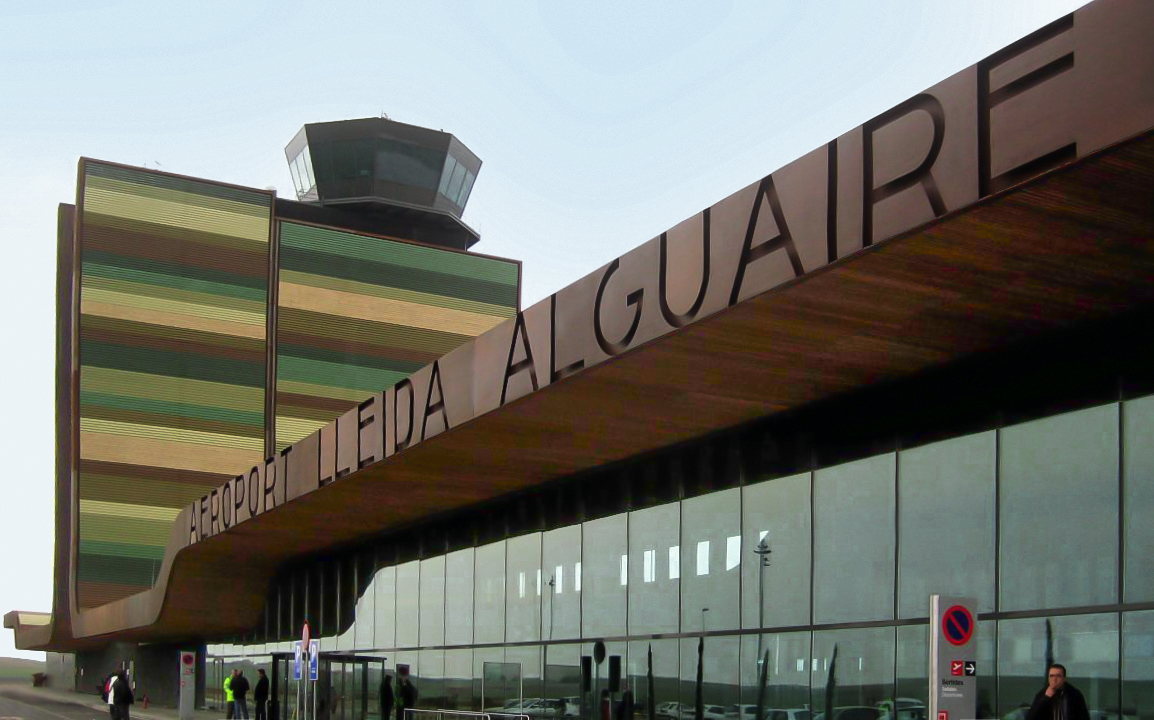
Lleida-Alguaire Repülőtér

### Lleida-Pirineus repülőtér
Lleida hosszú ideig nagyban függött a közeli, mint például az El Prat de Llobregat, a Girona vagy a Zaragoza repülőterektől. A Lleida–Alguaire repülőtér 2010-ben nyitotta meg kapuit.

### Vonat és busz
Lleida egy személyszállító vasútállomással rendelkezik, illetve mind a városban, mind pedig város közti, akár Franciaország felé tartó irányban megfelelő buszhálózattal bír.

## Testvérvárosok
Lleidának több testvérárosa van:
- Ferrara, Olaszország
- Foix, Franciaország
- Hofej, Kína
- Lérida, Kolumbia

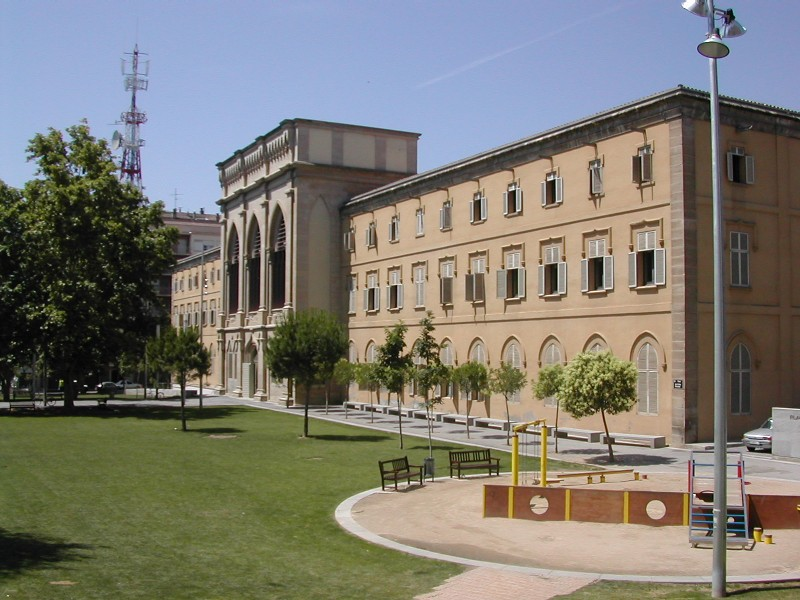
Lleidai Egyetem

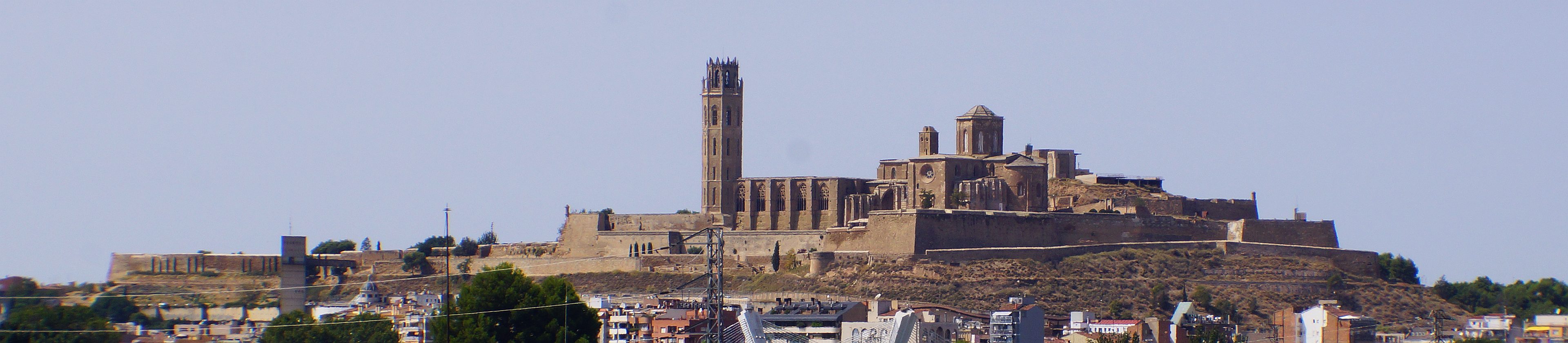
La Seu Vella (2017)

- Perpignan, Franciaország

## Kulturális vonatkozások
A város a La Presó de Lleida (Lleida börtöne) című katalán népdal tárgya, ami már a 17. századból igazolható, de ennél is régebbi lehet. Ez egy nagyon népszerű dallam, amit rengeteg művész, például Joan Manuel Serrat is használ.

## Népesség
A település lakosságának változását az alábbi diagram mutatja:
| Lakosok száma | 2353 | 21 885 | 36 119 | 63 850 | 111 507 | 119 935 | 135 919 | 139 176 | 138 956 | 144 739 |
|               | 1717 | 1887   | 1936   | 1960   | 1986    | 2004    | 2009    | 2014    | 2019    | 2024    |